# 2328 Robeson
2328 Robeson è un asteroide della fascia principale del diametro medio di circa 11,8 km. Scoperto nel 1972, presenta un'orbita caratterizzata da un semiasse maggiore pari a 2,3420342 UA e da un'eccentricità di 0,1440739, inclinata di 10,00120° rispetto all'eclittica.